# Sagna (Neamț)
Pour les articles homonymes, voir Sagna.
Sagna est une commune roumaine du județ de Neamț, dans la région historique de Moldavie et dans la région de développement du Nord-Est.

## Géographie
La commune de Sagna est située dans le nord-est du județ, sur la rive gauche du Siret, à 6 km au nord-est de Roman et à 65 km à l'est de Piatra Neamț, le chef-lieu du județ.
La municipalité est composée des trois villages suivants (population en 1992) :
- Luțca (429) ;
- Sagna (3 447), siège de la municipalité ;
- Vulpăcești (788).

## Histoire
La première mention écrite du village date de 1428 sous le nom de Fundeni.
En 2004, le village de Gâdinți s'est séparé de la commune et a formé une commune autonome.

## Politique
Le Conseil Municipal de Sagna compte 15 sièges de conseillers municipaux. À l'issue des élections municipales de juin 2008, Gheorghe Iacob (PD-L) a été élu maire de la commune.
| Parti                          | Nombre de conseillers |
| ------------------------------ | --------------------- |
| Parti démocrate-libéral (PD-L) | 12                    |
| Parti social-démocrate (PSD)   | 2                     |
| Parti national libéral (PNL)   | 1                     |

## Religions
En 2002, la composition religieuse de la commune était la suivante :
- Chrétiens orthodoxes, 62,93 % ;
- Catholiques romains, 36,97 %.

## Démographie
Les statistiques antérieures à 2004 incluent la population du village de Gâdinți.
En 2002, la commune comptait 7 405 Roumains (99,81 %). On comptait à cette date 1 600 ménages et 1 594 logements.
| 1992  | 2002  | 2007  |
| ----- | ----- | ----- |
| 7 300 | 7 419 | 5 039 |

## Économie
L'économie de la commune repose sur l'agriculture et l'élevage.

## Communications

### Voies ferrées
Sagna est situé sur la ligne de chemin de fer Roman-Vaslui.

## Lieux et monuments
- Sagna, église orthodoxe en bois Saint-Nicolas (Sf. Nicolae) de 1809[7] ;
- Pont de Luțca, effondré le 9 juin 2022.